# Clémentine de Corse
Clémentine de Corse est la dénomination d'une clémentine issue de monocultures de clémentiniers exclusivement mises en œuvre en Corse. Cette production agricole représente 98 % de la production en France. Cette appellation est préservée via une indication géographique protégée (IGP).

## Histoire
Les mises en culture d'arbres fruitiers pour la production d'agrumes est une activité agricole ancienne en Corse. Ce sont les Romains au Ier siècle qui importent ce savoir-faire de la culture du genre citrus en Corse. Le rapport est alors centrée sur l'obtention de cédrats, fruit qui va largement modifier le paysage de l'île. Les vergers sont alors situés sur la côte orientale. La culture du cédratier a connu un développement économique important, ce fruit étant apprécié dans toute l'Europe. Qui plus est, à la suite de maladies qui ravagent les cultures de cédrat en Italie, la Corse est devenue le premier pays producteur mondial de ce fruit à la fin du XIXe siècle. Outre le cédratier, d'autre citrus furent complantés en Corse, l'oranger au XIIe siècle, le citronnier, le mandarinier et le clémentinier. Concernant ce dernier, c'est en Algérie, en 1892 que le frère Clément a eu l'idée de faire un croisement entre le mandarinier et l'oranger. Les premiers clémentiniers français ont été plantés en Corse par Don Philippe Semidei en 1925 à Figaretto. La culture de ce citrus s'est limitée à deux ou trois vergers pendant plusieurs décennies.
En 1952, l'Institut des fruits et agrumes coloniaux (IFAC) charge deux de ses ingénieurs, en provenance du Maroc, d'étudier la pertinence de mettre en place une filière de production d'agrume en Corse. En 1959, avant la remise du rapport final, la Direction départementale de l'Agriculture met en place deux petits vergers à proximité de Bastia et d'Ajaccio. C'est en 1957 que les choses vont largement évoluer puisque la Corse se voit dotée en 1957 d'un « Plan d'action régional » qui doit permettre de résoudre le problème de dépeuplement que connait alors l'île, notamment dans ses zones rurales. Au sein de ce plan, l'agriculture doit jouer un rôle majeur pour le développement de l'île. Ce plan impulse la création d'une société d'économie mixte, la Société d'économie mixte pour la mise en valeur de la Corse (SO.MI.VAC). Cette dernière est chargée de mettre en place des lotissements agricoles et de lancer la création d'équipements hydrauliques majeurs, afin de faire de la Corse une « Californie française ». En parallèle et après cinq années de recherches, les deux ingénieurs de l'IFAC remettent leur rapport à la SOMIVAC. L'étude montre que l'île possède des conditions pédo-climatiques aptes au lancement d'une agrumiculture. C'est pourquoi, elle lance la création d'une station de recherche agrumicole qui est inaugurée en 1959 à San-Giuliano. Enfin, un dernier phénomène contribue au développement de l'agrumiculture en Corse : la décolonisation, et ce dès 1957. Outre des colons, de nombreux chercheurs et techniciens en agronomie, en provenance de la Tunisie et du Maroc, viennent s'installer dans l'île, en prémices à l'arrivée majeure de Français d'Algérie entre les années 1962 et 1964. Il est important de noter que de nombreux colons exerçaient une activité agricole dans les colonies, notamment la culture d'orangers. Ainsi, la plaine est aménagée, les chercheurs en agriculture étudient les possibilités agricole de l'île et ces agriculteurs nouvellement installés travaillent de pair avec les deux premiers acteurs cités.

### Le rôle de la station de recherche agrumicole de San-Giuliano
Inaugurée en 1959, la station se situe au nord de Ghisonaccia. Sa situation fait qu'elle connait des conditions pédo-climatiques équivalentes à la plupart des vergers. Le terrain s'étend sur 105 hectares, appartenant à 30 propriétaires différents. En 1967, 40 % de cette surface est dévolue à des vergers expérimentaux de citrus. Quant à la gestion, elle est confiée à des techniciens rapatriés du Maroc. Afin de faire fonctionner la station, ils emploient des agriculteurs-ouvriers originaires de Corse.
La fonction de la station est d'impulser le développement de l'agriculture dans la zone littorale en proposant un accompagnement aux agriculteurs. De plus, la gestion doit permettre à la station d'avoir un budget équilibré. Ainsi, la vente de plants de citrus lui permet de diffuser des espèces. Mais cela lui rapporte aussi des fonds pour son fonctionnement, puisqu'à l'époque, aucun pépiniériste n'est capable de répondre à ce type de demande. Ainsi, elle fournit en 1967, 30 000 plants. En parallèle, elle fournit aussi des greffons et des porte-greffes, aidée par l'obtention d'une dérogation en 1963 qui lui permet d'acheter des greffons hors de France, notamment aux États-Unis et en Afrique du Sud. La station est alors le principal pépiniériste en citrus de l'île.
En parallèle de sa mission de pépiniériste, la station va jouer un rôle d'accompagnateur dans la mise en place de nouvelles structures agricoles. Par exemple, en 1964, la station a reçu près de 540 personnes venues s'informer et se former en vue du développement de surfaces de vergers. De plus, des techniciens ont pour mission de faire le tour des exploitations agricoles afin d'aider et de conseiller les agriculteurs. La station émet aussi des documents de communication destinés au grand public.
Ainsi, la station a joué un rôle essentiel dans l'implantation de la monoculture de citrus en Corse. Considérant qu'elle avait joué son rôle d'impulseur dans l'augmentation du rendement de terres agricoles corses, la SOMIVAC décida de la céder à l'INRA en 1965.

### Le rôle des néo-agriculteurs
Du fait de la décolonisation en Afrique du Nord, de nombreux colons viennent s'installer en Corse. Aidés par la SOMIVAC qui leur promettait des terres agricoles, les nouveaux arrivants se lancent dans l'agriculture. Ces derniers vont être un facteur essentiel dans l'émergence de la monoculture des citrus. Selon Françoise Brun, 

« Seule l'arrivée des agriculteurs rapatriés, possédant connaissances techniques et moyens financiers, a permis le démarrage de l'agrumiculture de l'île. »

En effet, la majorité des arrivants exerçaient une activité agricole dans les colonies françaises. Qui plus est, la monoculture des citrus est une activité rémunératrice qui leur permit de retrouver un style de vie proche de celui qu'ils possédaient avant. En outre, planter et cultiver des citrus leur permettait de recréer une chose qu'ils avaient abandonnée dans les colonies. Les paysans corses, de leur côté, restèrent à l'écart de ce type de production intensive durant plusieurs années.

### Le choix du clémentinier
Dès les débuts du changement de destination agricole de la plaine littorale, la priorité est donnée à la production d'agrumes aux dépens de sa destination ancestrale à l'élevage. Une enquête parue en 1959 montre que la vente des agrumes dans le continent est possible et ce, à des tarifs intéressants. Qui plus est, avec un temps de voyage inférieur à 4 jours, les produits agricoles arrivent sur les étals continentaux dans un très bon état de fraicheur.
Les données sur les ventes de plants montrent que l'espèce la plus vendue par la station de San Guiliano est le clémentinier, 53 % pour la période 1963-64. Part qui va encore augmenter par la suite puisqu'en 1965, les chercheurs se rendent compte que la plupart des espèces plantées se sont mal adaptées au sol corse. L'INRA donne alors la priorité aux clémentiniers, cette espèce étant parfaitement adaptée au climat de l'île et notamment à ses hivers. Dès lors, les surfaces plantées ne vont cesser d'augmenter, et en parallèle la production. Cette dernière passant de 250 tonnes en 1965 à 25 000 tonnes en 1975. La production va alors se stabiliser à ce niveau puisqu'au début des années 1990, 400 agriculteurs récoltent entre 20 000  et   25 000 tonnes de clémentine chaque année sur une superficie de 2 100 hectares. À titre de comparaison, cette production est équivalente à celle d'une coopérative espagnole de taille moyenne. La Corse, qui est le seul territoire producteur de clémentine en France, est donc un territoire d'agriculture modeste et familiale.

### Les feuilles du clémentinier cultivé en Corse
Au début des années 90, la production de clémentine est organisée collectivement. Un organisme est au centre de cette organisation : le Comité Économique Agricole Fruits Légumes de la région Corse (CEAFLC). Créée en 1973, c'est la seule structure reconnue par les institutions comme organisation de producteurs. C'est là un élément essentiel puisque ce sont ces institutions (nationale et communautaire) qui distribuent les aides compensatoires agricoles.
Ces années sont marquées par l'intégration de nouveaux pays à la Communauté économique européenne, notamment l'Espagne en 1986. Ce pays produisant beaucoup d'agrumes, le CEAFLC décide de se lancer dans une démarche de labellisation régionale afin de valoriser la production de ses agriculteurs adhérents. Mais cette démarche va se faire retoquer par l'administration des fraudes car il existe trop peu de moyens pour vérifier la qualité et la traçabilité des produits. Le seul détail qui restera de cette tentative est que la Corse est la seule zone ayant l'autorisation de vendre ses productions de fruits accompagnés de leurs feuilles. L'île étant considérée comme une zone indemne de viroses du fait de son insularité, les feuilles accompagnant les clémentines ne peuvent porter de maladies végétales, et donc, les transmettre dans le continent. Mais, en 1993, sous l'impulsion de certains pays membres de la CEE, il va y avoir une modification du règlement phytosanitaire qui va entraîner une perte de l'« exclusivité de la feuille ».

### La crise de la clémentine corse
Les années 90 furent une période difficile pour les agriculteurs producteurs. Outre le fait qu'ils perdirent le monopole sur la feuille, le cours du fruit s'effondra et la concurrence avec d'autres pays s'accrut. Afin de répondre à cette crise, ils décidèrent de planter des variétés étrangères connues pour posséder un plus grand rendement du fait d'une taille plus grosse et d'une saison de production plus longue. Mais ce choix n'a pas porté ses fruits puisque la majorité des fruits n'étaient pas de bonne qualité.
Afin d'y remédier, l'INRA lança un nouveau programme de recherche centré sur la qualité. Un axe majeur de travail de l'institution fut l'observation et l'étude des différentes étapes de la chaîne de production, du champ à l'étal continental. La chose essentielle qui ressort de cette étude, c'est que les acteurs de la filière, notamment en France continentale, perçoivent la clémentine produite en Corse comme un produit particulier. Après diverses recherches, il ressort que c'est la variété dite clémentine de Corse qui est la plus appréciée. Cette dernière était une variété contre laquelle les différentes campagnes de plantation avaient tenté de lutter car le fruit possédait de nombreux défauts, mais c'est justement ces défauts que les acteurs appréciaient. Enfin, des épisodes climatiques viennent parfois accentuer la crise de la clémentine. C'est par exemple le cas en 1999 où une tempête fait tomber 50 % des fruits présents sur les arbres.
La qualité fut la caractéristique qui parut la plus importante, c'est pourquoi les différents acteurs décidèrent de se lancer dans une démarche de valorisation de la clémentine à travers une démarche de labellisation.

### La protection de l'appellation d'origine
Pour les acteurs de la filière, la démarche de labellisation est un moyen de défendre et de promouvoir le commerce d'un fruit de qualité, mais c'est surtout un moyen d'acquérir de la valeur. Le choix des acteurs se porte vers l'Indication géographique protégée, l'Appellation d'origine contrôlée demandant un lien et une histoire ancienne avec le territoire, ce que la clémentine ne possède pas en Corse.
Afin de porter cette demande de labellisation, un organisme regroupant une partie des acteurs de la filière est créé en 2000 :  l'Association pour la Promotion et la Défense de la Clémentine de Corse (APRODEC). L'association lance la demande d'enregistrement en septembre 2001. Outre l'IGP, la demande concerne aussi une Certification de conformité produit. Une fois la demande enregistrée, l'INAO lance une consultation nationale. Lorsque cette dernière est clôturée, la demande de reconnaissance est lancée. C'est en septembre 2003 que la première étape importante vers l'IGP est franchie. En effet, la clémentine obtient la Certification de conformité produit. Alors que tout semble se profiler pour que la clémentine de Corse obtienne la labellisation IGP en 2005, la demande est retoquée par la Commission européenne du fait de nouvelles directives,. Ce qui renvoie le dossier en consultation.
C'est finalement en février 2007 que l'IGP Clémentine de Corse est enregistrée.

## Indication géographique protégée
L'appellation d'origine « clémentine de Corse » bénéficie d'une indication géographique protégée depuis 2007. Aux conditions suivantes :
- Être issue de cultures corses
- Avoir été cueillie manuellement accompagnées de ses feuilles et à maturité
- N'avoir subi aucun traitement de coloration.

## Situation géographique

### Aire de l'IGP

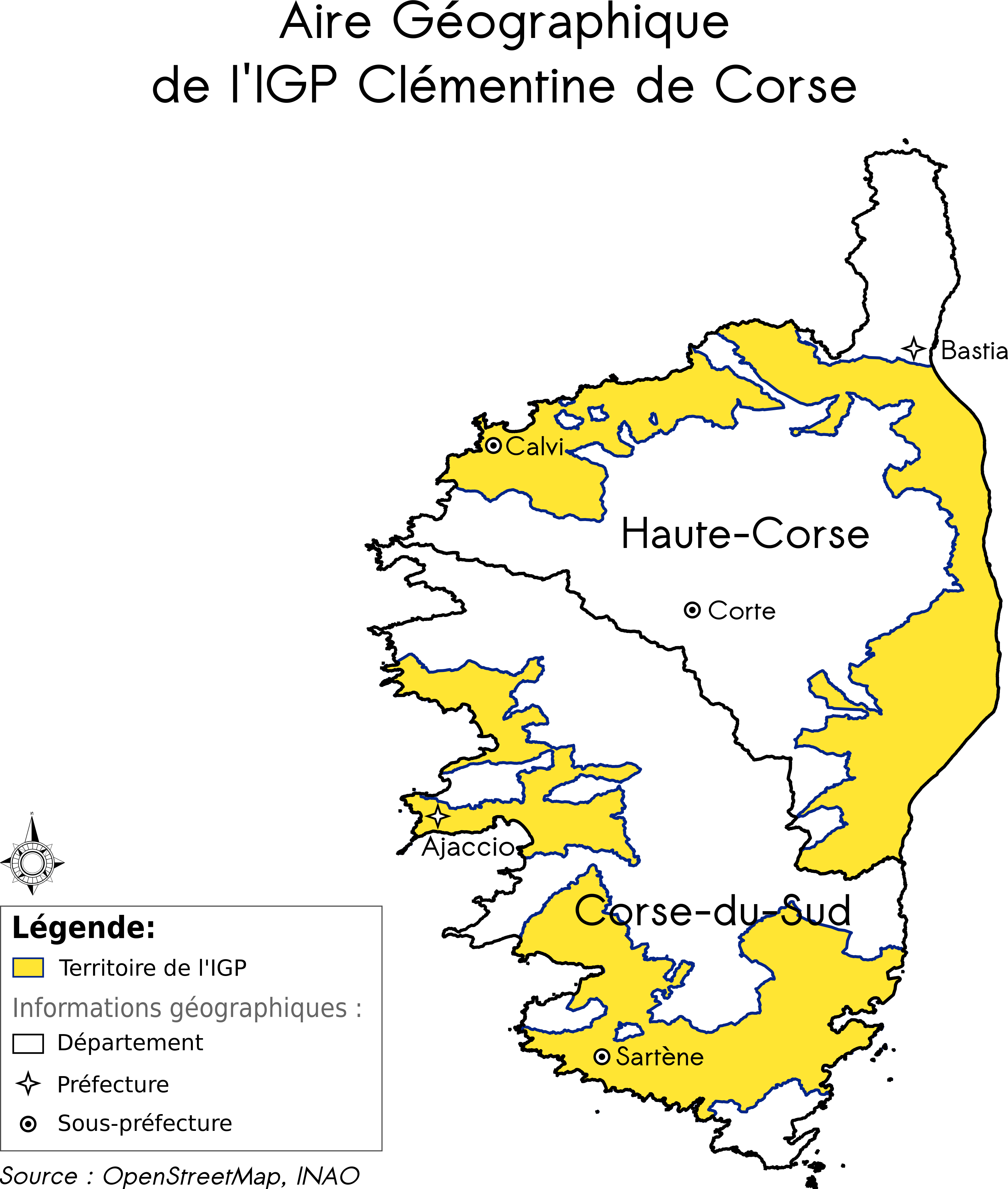

Les productions agricoles de clémentines utilisant l'appellation « Clémentine de Corse » à des fins commerciales peuvent être issues de cultures installées dans les départements de la Corse-du-Sud et de la Haute-Corse.

#### Les communes de Corse-du-Sud
38 communes sont concernées en Corse-du-Sud :
Afa, Ajaccio, Ambiegna, Arbellara, Arro, Bastelicaccia, Calcatoggio, Cannelle, Cargèse, Casaglione, Casalabriva, Cauro, Coggia, Cognocoli-Monticchi, Eccica-Suarella, Figari, Fozzano, Grosseto-Prugna, Lecci, Monacia-d'Aullène, Ocana, Olmeto, Olmiccia, Peri, Pianottoli-Caldarello, Pila-Canale, Porto-Vecchio, Propriano, Sarrola-Carcopino, Sartène, Serra-di-Ferro, Sollacaro, Sotta, Sant'Andréa-d'Orcino, San-Gavino-di-Carbini, Vico, Viggianello, Zonza.

#### Les communes de Haute-Corse
68 communes sont concernées en Haute-Corse :
Aghione, Aléria, Antisanti, Aregno, Avapessa, Belgodère, Biguglia, Borgo, Calenzana, Calvi, Canale-di-Verde, Casevecchie, Castellare-di-Casinca, Cateri, Cervione, Chiatra, Corbara, Feliceto, Furiani, Ghisonaccia, Giuncaggio, Île-Rousse, Linguizzetta, Loreto-di-Casinca, Lucciana, Lugo-di-Nazza, Lumio, Moncale, Monte, Montegrosso, Monticello, Muro, Novella, Occhiatana, Oletta, Olmeta-di-Tuda, Olmo, Palasca, Pancheraccia, Penta-di-Casinca, Pietroso, Piève, Pigna, Poggio-di-Nazza, Poggio-d'Oletta, Poggio-Mezzana, Prunelli-di-Fiumorbo, Rapale, Serra-di-Fiumorbo, Solaro, Sorbo-Ocagnano, Speloncato, San-Giuliano, Santa-Lucia-di-Moriani, Santa-Maria-Poggio, San-Nicolao, Santo-Pietro-di-Tenda, Santa-Reparata-di-Balagna, Taglio-Isolaccio, Talasani, Tallone, Tox, Urtaca, Valle-di-Campoloro, Ventiseri, Venzolasca, Vescovato, Ville-di-Paraso.

### Climatologie
Jusqu'à 600 mètres d'altitude, le climat rencontré en Corse est de type méditerranéen. Cependant, il connait quelques nuances qui s'explique par de nombreux facteurs. Une phrase résume bien les différentes caractéristiques rencontrées : 

« La Corse est une montagne dans une mer. »

Outre le fait d'être une île, la Corse possède un relief marqué. Qui plus est, du fait de sa position géographique, entre le 41e et le 43e degrés de latitude nord, elle occupe une position septentrionale dans la mer Méditerranée.
Au vu de l'objet de l'article, la station météorologique de San-Giuliano est un très bon exemple pour s'intéresser aux températures rencontrées sur l'île. La température annuelle moyenne dans cette zone est de 16,3 °C, avec une moyenne maximum de 20,3 °C et une moyenne minimale de 12,5 °C. À l'échelle de l'île, il existe des variations. D'une part, sur le relief, ces moyennes seront moindres. D'autre part les zones situées à proximité de la mer auront des températures plus douces en hiver et en été. Par exemple, la température la plus chaude qui a été enregistrée en France au mois de janvier est de 25,5 °C et cela à Solenzara en 1962. Ainsi, l'influence maritime sur la bande côtière (zone située à moins de 300 mètres de la mer) repousse les premières gelées à la fin du mois de décembre. Qui plus est, à l'échelle de l'île les températures remarquables sont très rares et ne durent jamais très longtemps. En termes de saisonnalité, la saison froide s'étend de novembre à fin mars avec des températures qui diminuent doucement. La saison chaude quant à elle s'étend de mai à octobre.
Le régime pluviométrique corse est analogue à celui rencontré en Provence, ce qui se traduit par des précipitations irrégulièrement réparties sur l'année. Les précipitations les plus importantes ont lieu en automne et au printemps, avec des épisodes d'averse qui peuvent être importants en automne. Le régime pluviométrique se traduit aussi par une aridité estivale qui s'étend de mai à octobre. Il faut noter que d'une année sur l'autre il existe de fortes différences de cumul. Sur la zone IGP par exemple, ces cumuls varient de 650 à 900mm par an. À l'échelle de l'île, il existe aussi de fortes disparités géographiques dans la répartition des pluies. Outre le relief, cette disparité est fortement liée à la latitude. Ainsi, les précipitations d'automne seront plus tardives au Sud qu'au Nord. De même, la sécheresse sera plus précoce dans le Sud que dans le Nord. Cette disparité est aussi liée à un autre facteur : les différents vents locaux rencontrés sur l'île. L'île est en effet soumise à de nombreux vents saisonniers (le libeccio, la tramontane, le sirocco et le grégale par exemple), qui vont apporter des précipitations. Le libeccio apportera des précipitations sur la façade ouest de l'île, le sirocco quant à lui apportera des pluies sur la façade est. Ces deux vents sont ceux qui apportent le plus de pluies.

### Géologie
Les sols rencontrées sur la zone IGP sont majoritairement issus de schiste et de granite.
D'un point de vue plus pédologique, les sols présentent des caractéristiques variées selon qu'ils proviennent des roches citées précédemment ou qu'ils proviennent de dépôts d'alluvions (récent ou ancien). La seule caractéristique commune des sols est leur texture sablo-argilo-limoneuse de nature acide. Un élément important à noter est la présence d'un horizon argileux en profondeur notamment pour les sols sur alluvions anciens. Ce qui est le cas dans la plaine orientale. Des sols fersialitiques sont aussi présents dans quelques zones de l'aire IGP.

### Influences des conditions physiques sur les clémentines
Au commencement de l'aménagement de la plaine littorale par la SOMIVAC, de nombreuses personnes étaient sceptiques quant au devenir de l'agrumiculture sur l'île. En effet, les espaces en friches étaient nombreux, et leur défrichage était rude et très couteux. Qui plus est, les sols gagnés à la culture par démaquisage étaient très pauvres. De plus, « un seul obstacle entrave la multiplication des vergers d'agrumes : l'existence d'un horizon argileux en profondeur ». Mis à part les sols, les agrumes ne semblent pas être adaptés au climat corse. D'une part, les températures moyennes rencontrées sur l'île sont plus fraiches que dans les autres pays producteurs. D'autre part, la saison sèche correspond à la période durant laquelle les vergers ont le plus besoin d'eau. Enfin, les vents quotidiens qui soufflent sur l'île infligent énormément de dégâts aux arbres. À titre d'exemple, les dégâts causés par le vent sont aussi nombreux que les dégâts causés par le gel.
L'homme s'est cependant adapté à ces conditions. Un des buts de la SOMIVAC était de créer un large réseau d'irrigation dans la plaine orientale. Une fois ce réseau mis en place, il a permis de lutter contre la saison sèche en permettant aux vergers d'avoir accès à l'eau. Qui plus est, la Corse connaît des cumuls pluviométriques plus importants que dans les autres pays producteurs. À Valence par exemple, il pleut 397 mm par an en moyenne contre plus de 650 mm en Corse. Cependant, la mise en place d'un système d'irrigation fut un paramètre indispensable au développement de l'agrumiculture sur l'île. Ensuite, afin de lutter contre les dégâts occasionnés par le vent des haies sont plantés au bord des vergers. Celles-ci sont constituées de cyprès et de Casuarina. Enfin, pour lutter contre les températures froides, l'essentiel des vergers fut planté à moins de 15 km de la côte afin de bénéficier des influences maritimes. Qui plus est, des recherches montrèrent que les dégâts dus au gel étaient surtout fonction de la santé des arbres. D'où l'importance pour les agrumiculteurs de procéder à un suivi de la santé de leurs arbres.
Finalement, les clémentiniers se sont parfaitement adaptés au climat corse, puisque c'est ce dernier qui donne ses spécificités aux fruits. D'une part, il agit sur la coloration des clémentines. En effet, la couleur est fonction du développement en caroténoïde. Ce développement est lié en partie à la différence des températures entre le jour et la nuit. Cette différence étant bien plus marquée en Corse que dans les autres pays producteurs, cela donne au fruit une couleur rouge-orangé spécifique. D'autre part, les clémentines corse ont une taille plus petite que celles produites dans d'autres zones. Cela s'explique aussi par les températures plus fraîches. Qui plus est, le manque de chaleur empêche une grande accumulation en sucre, ce qui donne aux fruits un goût plus acidulé. Enfin, le repos végétatif des arbres est favorisé par le fait que les températures baissent progressivement durant la saison froide.

## Culture
Environ 85 % des productions commercialisées de clémentines issues de cultures corses sont accompagnées de la dénomination « clémentine de Corse » et l'on estime qu'entre 17 000  et   20 000 tonnes sont produites chaque année par 500 000 clémentiniers et 130 agriculteurs. Toutes les variétés de clémentinier peuvent alimenter la filière  IGP.

### Informations nutritionnelles
| Clémentine de Corse Crue (valeur nutritive pour 100 g) |                     |
| Fibres                                                 | 1,4 g               |
| Glucides                                               | 10,4 g              |
| Lipides                                                | 0,2 g               |
| Calcium                                                | 26 mg               |
| Fer                                                    | 0,35 mg             |
| Magnésium                                              | 11 mg               |
| vitamine C                                             | 41 mg               |
| Protéines                                              | 0,7 g               |
| Potassium                                              | 14,5 mg             |
| Calcium                                                | 26 mg               |
| Phosphore                                              | 15 mg               |
| Provitamine A (carotide)                               | 0,3 mg              |
| Vitamine E                                             | 0,5 mg              |
| Valeur énergétique                                     | 46 kcal soit 192 kJ |